# Дияшево
Дияшево, Дияш (баш. Дияш) — село в Бакалинском районе  Башкортостана. Административный центр Дияшевского сельсовета. Живут русские (2002).

## География
Расположено на р. Кусембедь (приток р. Сюнь).

### Географическое положение
Расстояние до:
- районного центра (Бакалы): 14 км,
- ближайшей ж/д станции (Туймазы): 60 км.

## История
Основано государственными крестьянами, предположительно в начале 18 в. по договору о припуске на вотчинных землях башкир Киргизской волости Казанской дороги.
Занимались земледелием, скотоводством, пчеловодством.

## Население
| 2002 | 2009 | 2010 |
| ---- | ---- | ---- |
| 402  | →402 | ↘375 |

Историческая численность населения: в 1865 в 105 дворах проживало 727 человек; 1906—939; 1920—1484; 1939—1316; 1959—774; 1989—431; 2002—402; 2010—375
Национальный состав
Согласно переписи 2002 года, преобладающая национальность — русские (79 %).
Согласно переписи 2020 года проживают русские, армяне.

## Инфраструктура
Средняя школа, детсад, фельдшерско-акушерский пункт, ДК, библиотека. 
В 1906 зафиксированы церковь, земская школа, водяная мельница, кузница, винная лавка, хлебозапасный магазин.
Были: церковь, 2 училища, 2 водяные мельницы.

## Религия
В селе есть православная церковь Преображения Господня.

## Известные уроженцы
Среди уроженцев лауреат Госпремии СССР (1982) Е. Я. Кузьмичёва, священномученик Пётр.